# Pesca en Andalucía

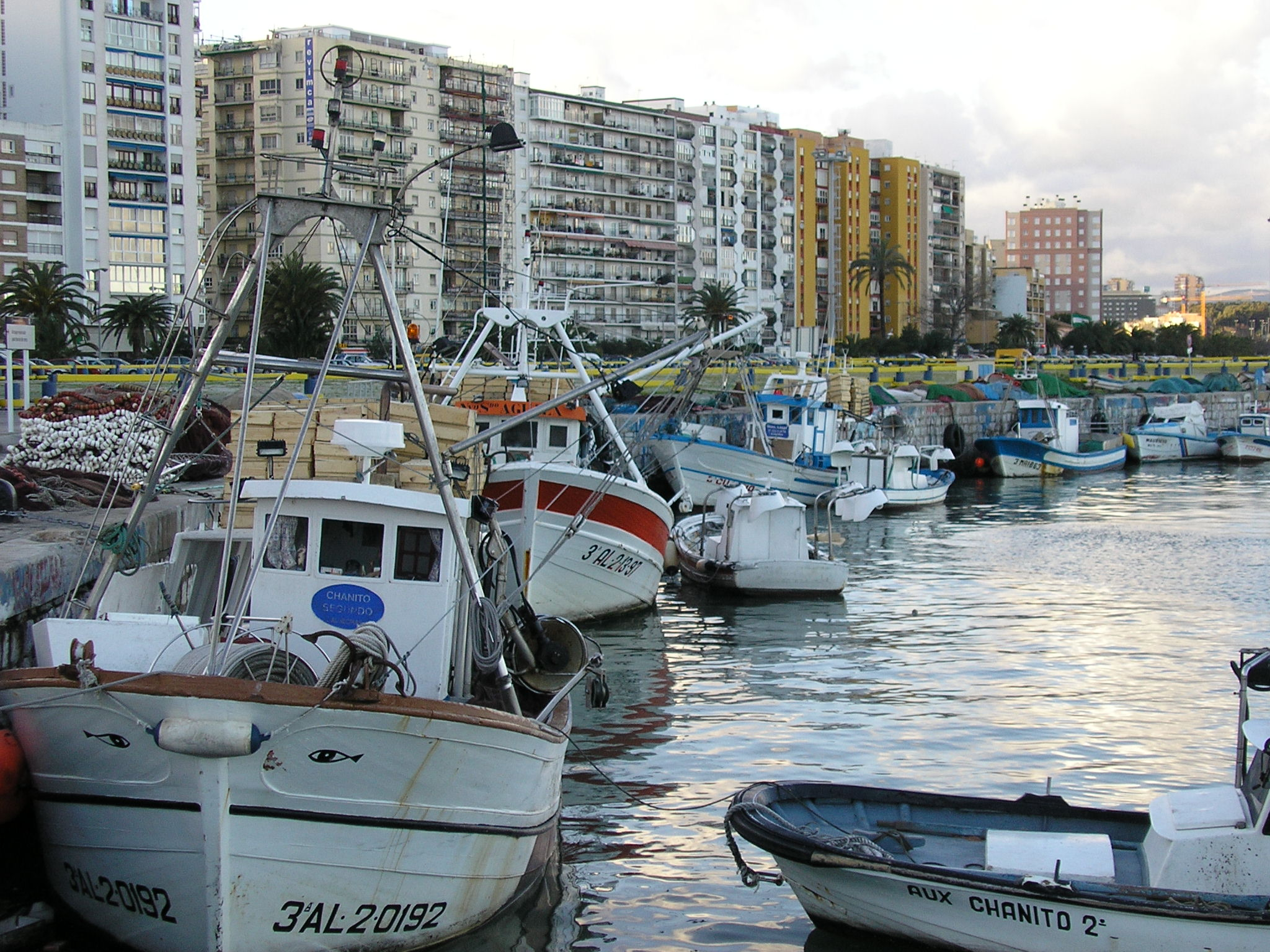
Puerto pesquero de Algeciras.

La pesca es una actividad tradicional de las costas andaluzas que aporta un componente esencial a la dieta alimenticia de los andaluces. La flota pesquera es la segunda en importancia de España, con un área de pesca muy extensa, que sobrepasa las aguas andaluzas.
En 2006 la flota pesquera andaluza estaba formada por 2.042 barcos y 9.812 tripulantes. Ese año la producción alcanzó los 70.6 millones de kilos y el valor de las capturas, 156.8 millones de euros.

## Evolución histórica
La actividad pesquera comenzó en tiempos prehistóricos, cuando la recolección de moluscos y otras especies era de gran importancia para la alimentación. Así lo demuestran los numerosos hallazgos de arpones, anzuelos y otros utensilios de pesca. Más adelante, la pesca aparece como una de las actividades características del litoral de la Bética, donde las numerosas factorías de salazón de pescado (garum) adquirieron gran fama. Ya durante las edades media y moderna la pesca del atún en almadraba es de gran relevancia.
Hasta prácticamente la Edad Contemporánea la pesca fue una de las pocas actividades desarrolladas en el litoral capaz de sostener población debido a lo insalubre de estos espacios en el caso del litoral atlántico y al problema de la piratería morisca en el Mediterráneo.
En el siglo XVI, favorecidas las compañías industriales españolas con franquicias y exenciones para un exhaustivo aprovechamiento de los recursos y que, de paso, revirtiera a la Corona el movimiento del -más ágil- capital privado, una vez importados de Francia los conceptos librecambistas y de incipiente mercantilismo, empresas catalanas y levantinas introdujeron en las costas andaluzas, principalmente en las onubenses y gaditanas, las técnicas de pesca de arrastre o arte del bou (también boi y arboi, del catalán bou y éste del mismo origen que boilu, del latín boilius, echar la red para pescar; y boi -caballo- en portugués, pues se asemeja al arado tirado por bueyes, es decir, rasgadores del lecho marino). La del bou consistía en una bolsa arrastrada por dos naves en paralelo, una con la red y parte del cable y otra sólo con el cable, arrastrándola por el fondo y quedando encerrados los peces. Con el tiempo dejó de hacerse en parejas y, tras la aparición del motor, la operación se realizó por un solo barco. Algunas voces ilustradas alertaron del principio del fin de la riqueza piscícola en las aguas andaluzas como, en 1779, la de Manuel Martínez de Mora, socio de la Real Sociedad Patriótica de Sevilla. En este contexto, cabe destacar la introducción de nuevas artes de pesca y el desarrollo de la industria pesquera en la costa occidental atlántica por parte de industriales catalanes asentados en esa zona desde principios del siglo XVIII. Esta industria, que se extendería posteriormente mediante consorcios a municipios atlánticos de Cádiz, fundamentalmente Barbate y Conil (industrias salazoneras que se expandieron en el siglo XIX provenientes de Ayamonte e Isla Cristina, como Pérez y Feu y la de Viuda de Zamorano, respectivamente, buscando mejores costes económicos con la concentración industrial que perseguían), tendría en el Puerto de Isla Cristina (fundado por catalanes) su epicentro, lugar que actuaría de lugar de llamada en el siglo XVIII para muchos pescadores españoles diseminados por la costa portuguesa, sobre todo en Montegordo y Altura, y que con el tiempo daría lugar a uno de los principales puertos pesqueros de Andalucía.
Así, la lonja de Isla Cristina es la primera por subastas de pescado fresco de Andalucía, mientras que la de Cádiz lo es en tonelaje, siendo además el Puerto de Isla Cristina también la segunda en tonelaje y Punta Umbría la segunda en pescado fresco.

## Pesca de bajura
La pesca de bajura o litoral se lleva a cabo en las costas andaluzas atlánticas y mediterráneas, hasta las 60 millas de distancia, utilizando métodos de arrastre y superficie (cerco, trasmallo, volanta, palangre). Así se capturan bivalvos y cefalópodos, gambas, langostinos, marias, sardinas, boquerones, toros de mar, pijotas, salmonetes.

## Pesca de altura

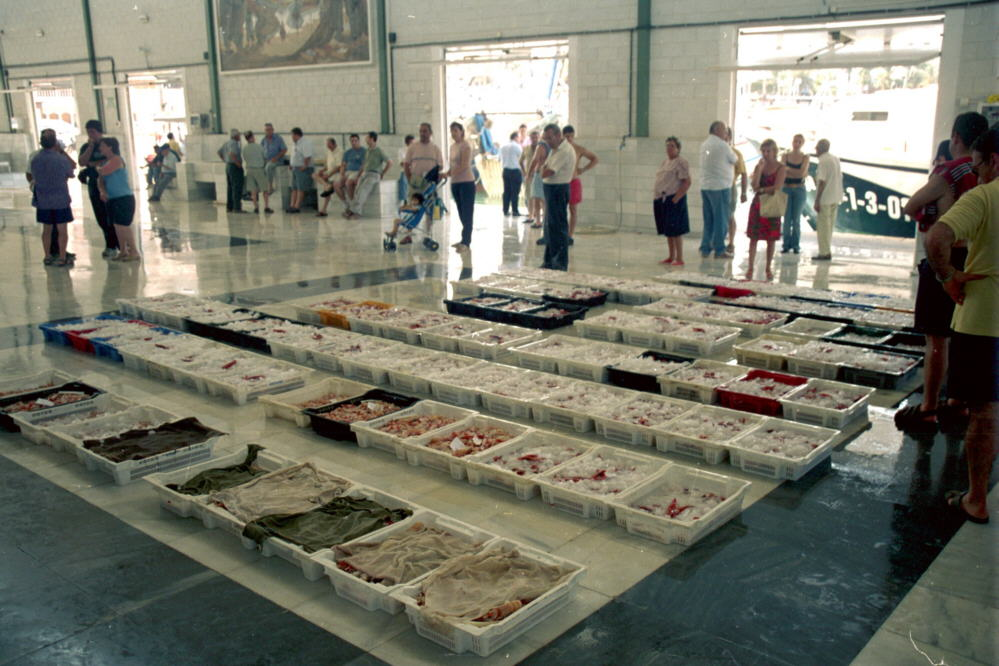
Lonja del puerto de Garrucha.

La pesca de altura se realiza en el área Sahariano-marroquí y está sobredimensionada en número de barcos, que utilizan las artes de arrastre y superficie para pescar crustáceos, cefalópodos, sardinas y boquerones. La pesca de gran altura, por el contrario, se encuentra en expansión. Se lleva a cabo en las costas africanas de países como Senegal, Angola con arrastreros congeladores, congeladores de cerco, bacaladeros y atuneros que capturan mariscos y peces.

## Acuicultura
Todos los problemas anteriormente señalados han hecho que la acuicultura, tanto en el litoral como en las piscifactorías del interior, esté desarrollándose con gran rapidez, como es el caso de la piscifactoría de Ríofrio, en la Granada, que exporta hasta el 40 por ciento de su producción de caviar, compitiendo en los mercados internacionales con el caviar ruso e iraní.